# Deanovići
Deanovići falu Horvátországban, Sziszek-Monoszló megyében. Közigazgatásilag Petrinyához tartozik.

## Fekvése
Sziszek városától légvonalban 15, közúton 25 km-re délre, községközpontjától légvonalban 10, közúton 12 km-re délkeletre a Báni végvidék középső részén, Moštanica és Gornja Mlinoga között fekszik.

## Története
A falutól északkeletre emelkedő kisebb magaslaton a 14. és a 15. század fordulóján a zágrábi püspökség várat építtetett. 1550-ben „castrum episcopatus zagrabiensis Wynodol” alakban említik. A 16. század közepén a zágrábi káptalan birtokában volt, majd a király Kerecsényi Lászlónak adományozta. Később a fokozódó török veszély hatására a hrasztovicai várkapitány alárendeltségébe tartozó királyi katonaság őrizte. A haditanács 1579-ben lerombolását rendelte el, melyet végre is hajtottak. A térséget 16. század második felében foglalta el a török.
A település nevét első lakóiról a Deanović családról kapta. 1683 és 1699 között a felszabadító harcokban a keresztény seregek kiűzték a térségből a törököt és a török határ az Una folyóhoz került vissza. 1697 körül a Turopolje, a Szávamente, a Kulpamente vidékéről és a Banovina más részeiről előbb horvát katolikus, majd a 18. században több hullámban Közép-Boszniából, főként a Kozara-hegység területéről és a Sana-medencéből pravoszláv szerb családok települtek le itt. Az újonnan érkezettek szabadságjogokat kaptak, de ennek fejében határőr szolgálattal tartoztak. El kellett látniuk a várak, őrhelyek őrzését és részt kellett venniük a hadjáratokban. 1696-ban a szábor a bánt tette meg a Kulpa és az Una közötti határvédő erők parancsnokává, melyet hosszas huzavona után 1704-ben a bécsi udvar is elfogadott. Ezzel létrejött a Báni végvidék (horvátul Banovina), mely katonai határőrvidék része lett. 1745-ben megalakult a Petrinya központú második báni ezred, melynek fennhatósága alá ez a vidék is tartozott.
A település 1773-ban az első katonai felmérés térképén „Dorf Deanovich” néven szerepel. 1806-ban „Deanovich pagus” néven említik. A katonai határőrvidék megszűnése után Zágráb vármegye Petrinyai járásának része volt. 1857-ben 84, 1910-ben 197 lakosa volt. A 20. század első éveiben a kilátástalan gazdasági helyzet miatt sokan vándoroltak ki a tengerentúlra. 1918-ban az új szerb-horvát-szlovén állam, majd később Jugoszlávia része lett. A második világháború idején a Független Horvát Állam része volt. A háború után a béke időszaka köszöntött a településre. Enyhült a szegénység és sok ember talált munkát a közeli városokban. A délszláv háború előestéjén teljes lakossága (100%) szerb nemzetiségű volt. A falu 1991. június 25-én a független Horvátország része lett, de szerb lakossága a Krajinai Szerb Köztársasághoz csatlakozott. A falut 1995. augusztus 6-án a Vihar hadművelettel foglalta vissza a horvát hadsereg. A szerb lakosság többsége elmenekült. 2011-ben 28 lakosa volt.

## Népesség
| Lakosság változása | Lakosság változása | Lakosság változása | Lakosság változása | Lakosság változása | Lakosság változása | Lakosság változása | Lakosság változása | Lakosság változása | Lakosság változása | Lakosság változása | Lakosság változása | Lakosság változása | Lakosság változása | Lakosság változása | Lakosság változása |
| ------------------ | ------------------ | ------------------ | ------------------ | ------------------ | ------------------ | ------------------ | ------------------ | ------------------ | ------------------ | ------------------ | ------------------ | ------------------ | ------------------ | ------------------ | ------------------ |
| 1857               | 1869               | 1880               | 1890               | 1900               | 1910               | 1921               | 1931               | 1948               | 1953               | 1961               | 1971               | 1981               | 1991               | 2001               | 2011               |
| 84                 | 98                 | 122                | 148                | 165                | 197                | 180                | 184                | 126                | 127                | 129                | 118                | 97                 | 87                 | 26                 | 28                 |

## Nevezetességei
- Vinodol várának csekély maradványai a Moštanicáról Deanovićira vezető út fölé magasodó dombtetőn találhatók. Keleti részén egy hengeres torony volt, nyugati részén pedig egy téglalap alakú épület állt, melyeket a dombtető szélén végighúzódó védőfal övezett. Ma csak a torony alapjainál látható csekély falmaradvány. A romokat az időjárás és a köveket építés céljára elhordó lakosság olyan mértékben tüntette el, hogy sokáig a helye is feledésbe merült. Csak 2002-ben fedezték fel újra, a részleteket csak régészeti feltárása tisztázhatja, amely azonban még várat magára.
- A falutól délre fekvő Stražište nevű magaslaton feltehetően ősi erődítmény maradványai rejtőznek.